# Oberster Führer (Iran)
Oberster Führer, auch Religionsführer genannt, ist laut Artikel 5 der iranischen Verfassung von 1979 das höchste Staatsamt in der Islamischen Republik Iran. Er wird vom Expertenrat auf Lebenszeit gewählt. 
Im Verfassungstext erscheinen alternativ die (von persisch رهبر, DMG rahbar, ‚Führer‘ abgeleiteten) Bezeichnungen مقام رهبری, DMG maqām-e rahbarī, ‚Führende Institution‘, und رهبر انقلاب (اسلامی), DMG rahbar-e enqelāb-e eslāmī, ‚Führer der islamischen Revolution‘, kurz auch Revolutionsführer. Daneben werden auch die Bezeichnungen مقام معظم رهبری, DMG maqām-e moʿaẓẓam-e rahbarī, ‚Hochgeachteter Rang der Führung‘ (wörtliche Übersetzung) und ولی امر مسلمین, DMG walī amr-e moslemīn, ‚Herrschaftsbefugter der Muslime‘ benutzt. 
Seit 1989 ist Ali Chamenei der Oberste Führer Irans.

## Bedeutung und Geschichte
Um das Jahr 1970 stellte Ajatollah Chomeini sein Konzept der Welāyat-e Faqīh ‚Statthalterschaft des Rechtsgelehrten‘, bei der die schiitische Geistlichkeit eine aktive Rolle im politischen Handeln spielen sollte, in einer Vorlesungsreihe vor Studenten der Hawza vor. Die Zwölfer-Schia hatte vor Chomeini eine quietistische Haltung in politischen Fragen: Ende des 9. Jahrhunderts war der 12. Imam, Muhammad ibn Hasan al-Mahdi, in die „Verborgenheit“ gegangen, ein legitimes Oberhaupt fehlte, was bis zum Tod des letzten Botschafters 941 noch ausgeglichen wurde. Dazu kam die Enttäuschung, als die schiitischen Buyiden nach ihrer Machtergreifung 930 nicht die Schia als Staatsreligion einführten, sondern die sunnitischen Abbasiden im Amt ließen. Koran 4:59 wurde in der Folgezeit so ausgelegt, dass denjenigen zu gehorchen ist, die Befehlsgewalt (اولو الأمر / ūlū l-amr) haben, das folgende minkum / منكم wurde als „unter euch“ interpretiert. Es war denen zu folgen, die de facto die Macht hatten. Chomeini änderte dies in „von euch“. Das Konzept des Mardschaʿ-e Taghlid sieht vor, dass der Schiit einem Mardschaʿ in allen Dingen folgen muss, er kann sich allerdings aussuchen, wem (und jederzeit wechseln). Die Macht des Mardschaʿ misst sich an seiner Anhängerschaft, es kann einen Herausragenden oder eine Gruppe geben. Chomeini vertrat die Ansicht, die so auch in die Verfassung eingegangen ist, dass Rechtsgelehrte die besseren Stellvertreter des verborgenen Imams seien als Pharao und Tāghūt.
Nach Chomeinis Tod kam auf seiner Linie eigentlich nur Großajatollah Hossein Ali Montazeri als Nachfolger in Frage. Dieser wiederum wurde in einem Brief Chomeinis vom 26. März 1989, kurz vor seinem Tod, als Nachfolger abgesetzt. Um Seyyed Ali Chamenei zum verfassungsgemäßen Religionsführer machen zu können, erarbeitete eine Kommission eine Änderung von Artikel 107 der Verfassung, die durch eine Volksabstimmung am 28. Juli 1989 mit 97,3 % der Stimmen angenommen wurde. Als Chāmene'ī im Dezember 1994 versuchte, die Nachfolge des Großajatollahs ʿAlī Arākī anzutreten, scheiterte dies am Widerstand libanesischer, irakischer und iranischer Ajatollahs, die der Meinung waren, er ließe die notwendige theologische Kompetenz vermissen.

## Aufgaben und Funktion
Nach Artikel 110 der iranischen Verfassung waẓayef-o eḫtiyārāt-e rahbar / وظایف و اختیارات رهبر /‚Pflichten und Vollmachten des Führers‘ obliegen dem Revolutionsführer folgende Aufgaben und Funktionen:
1. Festlegung der allgemeinen Politik der Islamischen Republik Iran, nach Rücksprache mit dem Schlichtungsrat.
2. Die Überwachung der ordnungsgemäßen Ausführung der Leitlinien des Systems.
3. Erlass von Verordnungen für nationale Referenden.
4. Annahme des Oberbefehls der Streitkräfte.
5. Erklärung von Krieg und Frieden und die Mobilisierung der Streitkräfte.
6. Ernennung, Entlassung und Rücktritt von:
  1. den Theologen des Wächterrats,
  2. des Oberhaupts des Justizsystems,
  3. des Leiters des Radio- und Fernsehnetzwerks der Islamischen Republik Iran,
  4. des Generalstabschefs,
  5. des Oberbefehlshabers der Revolutionsgarden und
  6. den Oberbefehlshabern der Streitkräfte und der Polizei.
7. Beilegung von Differenzen zwischen den drei Teilstreitkräften.
8. Lösung von Problemen, die mit herkömmlichen Methoden nicht gelöst werden können, unter Einbeziehung des Schlichtungsrates.
9. Unterzeichnung des Bestallungserlasses des Präsidenten nach der Wahl durch das Volk. Die Eignung der Kandidaten für die Präsidentschaft, in Bezug auf die in der Verfassung festgelegten Qualifikationen, muss vom Wächterrat vor Abhaltung der Wahlen bestätigt werden und, im Fall der ersten Amtszeit eines Präsidenten, vom Führer.
10. Entlassung des Präsidenten, unter Berücksichtigung der Interessen des Landes, nachdem der Oberste Gerichtshof die Verletzung seiner verfassungsmäßigen Pflichten festgestellt hat oder der Madschles seine Inkompetenz auf Grundlage von Artikel 89 beschlossen hat.
11. Amnestie oder Strafminderung von Verurteilten, im Rahmen der islamischen Kriterien, auf Empfehlung des Oberhaupts des Justizsystems.

Der Oberste Führer gibt die Richtlinien der aktuellen Politik vor und hat durch die Befugnis, den Präsidenten jederzeit abzusetzen, einen nicht zu unterschätzenden Einfluss auf die Tagespolitik. Eine direkte Einflussnahme des Führers auf die Politik der Regierung geschieht zudem über den Wächterrat. Der Wächterrat hat bei allen Gesetzesbeschlüssen und Regierungsentscheidungen ein Vetorecht. Da der Führer die Zusammensetzung des Wächterrates weitestgehend selbst bestimmt, decken sich die Entscheidungen des Wächterrates mit den seinen.

## Amtszeit
Der Oberste Führer hat nach Artikel 111 der iranischen Verfassung keine bestimmte Amtszeit. Er wird neu gewählt, sofern der Vorgänger stirbt oder sein Amt nicht mehr ausführen kann. Dieser Mangel kann sowohl körperlicher Art sein oder in der Person des Obersten Führers selbst liegen, sofern er nicht mehr die notwendigen Voraussetzungen (Artikel 109) für das Amt erfüllt.
| Name                        | Lebensdaten | Beginn der Amtszeit | Ende der Amtszeit |
| --------------------------- | ----------- | ------------------- | ----------------- |
| Ajatollah Ruhollah Chomeini | 1902–1989   | 3. Dezember 1979    | 3. Juni 1989      |
| Ajatollah Ali Chamenei      | 1939–       | 4. Juni 1989        | amtierend         |